# Listen (filme)
Listen é um filme de 1996 de suspense, com Brooke Langton no papel principal.

## Sinopse
Sarah é uma executiva bissexual que acaba de terminar um relacionamento com Krista, e iniciar um com o escritor Jake.
Por acidente, uma noite Sarah ouve os telefonemas de um seu vizinho numa linha de sexo. Intrigado e curiosa, Sarah continua a ouvir esses telefonemas. Quando os operadores de sexo por telefone começam a aparecer mortos, Sarah começa a suspeitar que o assassino está por perto.

## Elenco
- Brooke Langton- Sarah Ross
- Jeff Burnett - Curtis Farley
- Sarah Buxton - Krista Barron
- Iris Quinn
- Philip Granger
- Gordon Currie
- Andy Romano
- Sherry Thoreson
- Joel Wyner
- Evan Tylor